# Ferenc Lajos pfalz–neuburgi herceg
Ferenc Lajos pfalz–neuburgi herceg (németül: Prinz Franz Ludwig von Pfalz-Neuburg; Neuburg an der Donau, 1664. július 18. – Boroszló, 1732. április 6.) pfalz–neuburgi herceg és palotagróf, 1683–1732 között Breslau hercegérseke, 1716–1729 között Trier érseke és választója, 1729–1732 között Mainz érseke és választója, a Német Lovagrend nagymestere.

## Élete

### Származása és gyermekkora
Ferenc Lajos pfalz–neuburgi herceg 1664. július 18-án született családja neuburgi székhelyén Fülöp Vilmos pfalzi választófejedelem (1615–1690) és Erzsébet Amália hessen–darmstadti hercegnő (1635–1709) kilencedik gyermekeként, egyben hatodik fiaként.
A tizenhét gyermekes család fiatalabb fiait egyházi pályára szánták, neveltetésük is ebben a szellemben folyt. Ferenc Lajos herceget édesapja neuburgi és düsseldorfi udvarában szigorú katolikus keretek között oktatták az irgalmas barátok és a jezsuita rend tanítói. A herceg tizennégy éves korában kanonok lett Olmützben, egy évvel később Münsterben, Speyerben és Strasbourgban.

### Egyházi pályája
A breslaui hercegérseki pozíciót eredetileg Ferenc Lajos herceg bátyjának, Wolfgang Györgynek szánták, ő azonban alig megválasztása előtt nem sokkal elhunyt. Ferenc Lajos herceget sógora, I. Lipót magyar király – aki Eleonóra pfalzi hercegnő férje volt – támogatásával és javaslatára 1683. június 30-án megválasztották a boroszlói hercegérseki székbe elhunyt fivére helyett. Két évvel később a herceget, az egyik legmagasabb és legerősebb egyházi személyt, sziléziai kormányzóvá nevezték ki. Boroszlói egyházfiként jelentős lépéseket tett a város fejlesztése érdekében: 1694-ben átszervezte a boroszlói egyházmegye területén a papi szemináriumokat, 1702-ben Leopoldina néven a boroszlói egyetemet, valamint Orphanotropheum néven árvaházat alapított, 1711-ben az irgalmas testvérek kórházának alapjait fektette le. 1729-ben megrendelést adott egy új püspöki rezidencia felépítésére. Ottmachau városában leromboltatta a régi Szent Miklós-templomot, hogy helyére új, barokk stílusút építtessen, közel a szintén a hercegérsek által emeltetett Niederschlosshoz. 1730-ban kezdte el építtetni a Deutschhaus Mainz nevű kastélyt barokk stílusban Anselm Franz von Ritter zu Groenesteyn tervei szerint.
1694-ben bátyja, Lajos Antal wormsi érsek halála után Ferenc Lajos herceg lett Worms következő érseke. A városban saját vagyonából támogatta a székesegyház felújítását, illetve élete végéig járadékot folyósított az árvaháznak.  Szintén fivére halálának köszönhette a Német Lovagrend nagymesteri címét, amit – wormsi érseki címéhez hasonlóan – haláláig viselt. Nagymesterként fellépett az ellen, hogy a brandenburgi fejedelem a rend birtokában lévő területek törvénytelen kisajátításával segítse elő elismerését porosz királyként. I. Lipót német-római császárral együttműködve külön ezredet – a Teutschmeister-ezredet – állított fel.
1702-ben  I. Lipót magyar király és német-római császár eladta Ferenc Lajosnak és a német vitézi rendnek a magyarországi Jászkun kerületet, a Kiskunságot és a Nagykunságot az ott élő népekkel egyetemben.
1716. február 20-án a herceget Trier hercegérsekévé választották, ezzel egyike lett a német-római császárt választó fejedelmeknek. Egyházi pozícióját március 29-én vette át, míg világi, választói rangját csak közel egy év elteltével. Uralkodása alatt a franciák elleni háborúban megsemmisült Trier városát teljes egészében újjáépítették; a dómot például barokk stílusban építették át és kibővítették két toronnyal, míg a Mosel folyó felett új híd készült el. Az igazságszolgáltatást és az oktatást is megreformálta, 1722-ben a trieri egyetemnek adott új alapokiratot. 1710-től kezdve Ferenc Lajos herceg a mainzi érsek, Lothar Franz von Schönborn tanácsadója és helyettese volt; így mikor az érsek 1729. január 30-án meghalt, egyértelmű volt utódlásának kérdése. Április 6-án Ferenc Lajos pfalz–neuburgi herceg mainzi érsek és egyben választó, valamint birodalmi főkancellár lett. A trieri és a mainzi egyházmegyék egyesítését azonban a pápa nem engedélyezhette, ezért mielőtt átvette volna mainzi hivatalát, Ferenc Lajos herceg március 3-án lemondott trieri hercegérseki rangjáról. Birodalmi főkancellárként azon munkálkodott, hogy elfogadtassa a rendekkel unokaöccse, VI. Károly német-római császár a leányági örökösödést is lehetővé tévő törvényét, a Pragmatica Sanctiót. Ennek érdekében még a császárvárosba is elutazott, tárgyalni az uralkodóval.

### Halála és emlékezete
Ferenc Lajos pfalz–neuburgi herceg, mainzi hercegérsek  1732. április 6-án hunyt el szélütés következtében, bécsi utazásából hazatérve. A boroszlói székesegyházban temették el abban a kápolnában, melyet külön az ő számára építettek hozzá a dómhoz Johann Bernhard Fischer von Erlach tervei alapján. A herceg a 18. századi német katolikus egyház legjelentősebb személyiségei közé tartozik. Valamennyi fennhatósága alatt álló területen fontos adminisztratív és jogi reformokat vezetett be, tevékenyen részt vett az ellenreformációban, igyekezett az egyház érdekeit képviselni és ezeknek érvényt szerezni.

#### Címerei

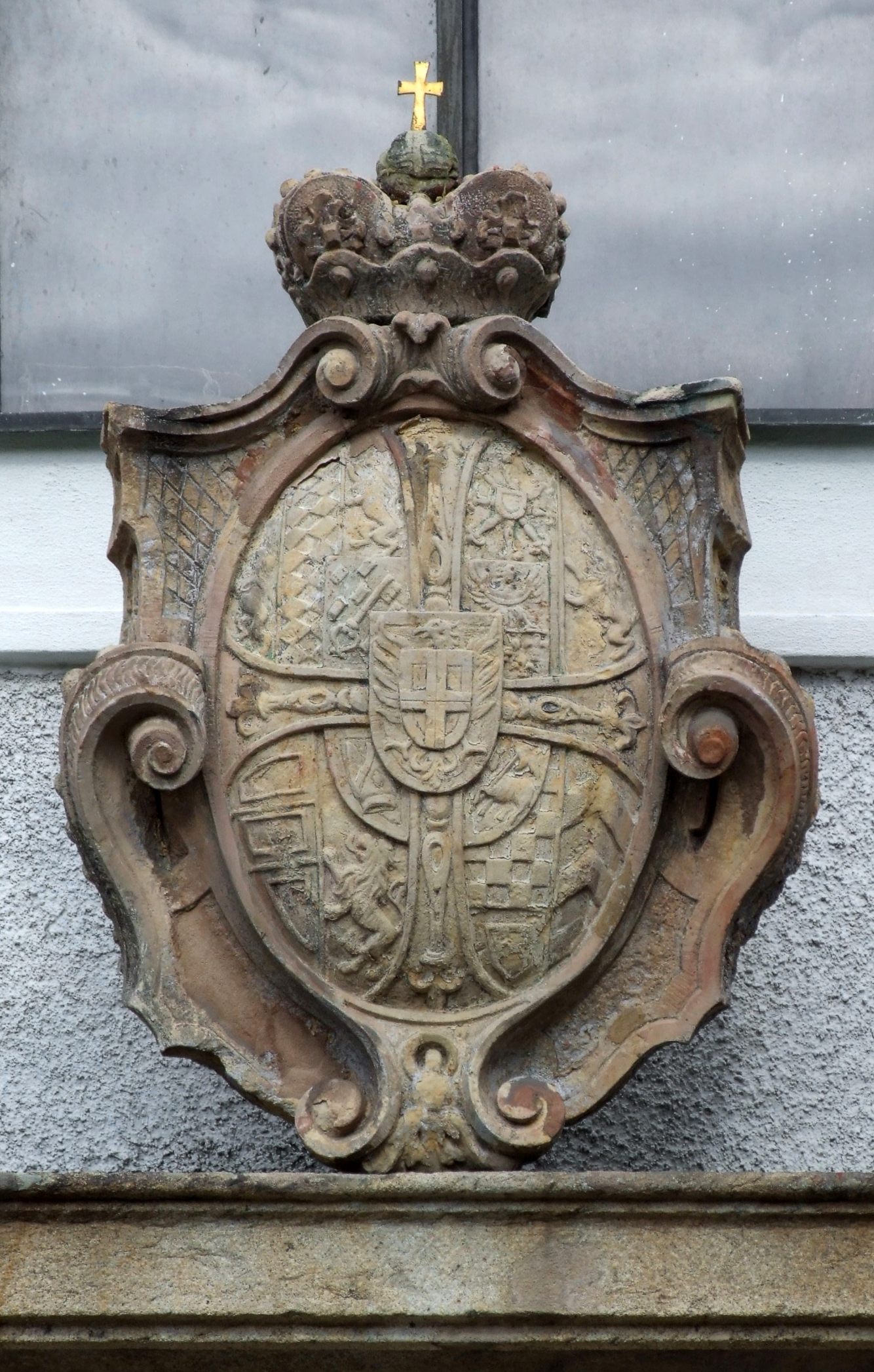
Javorník, Szentháromság templom
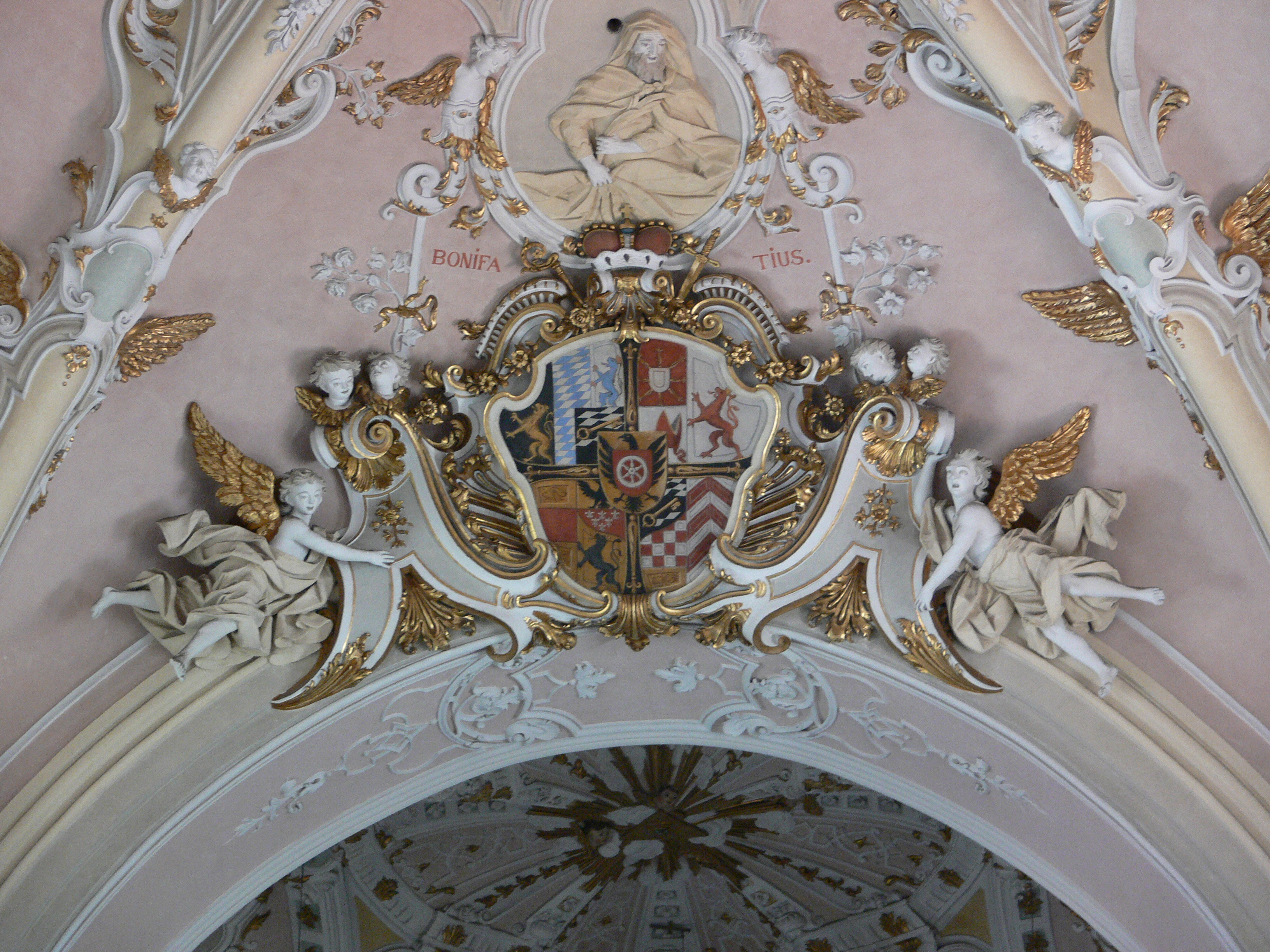
Ellwangen, Szent Vitus templom
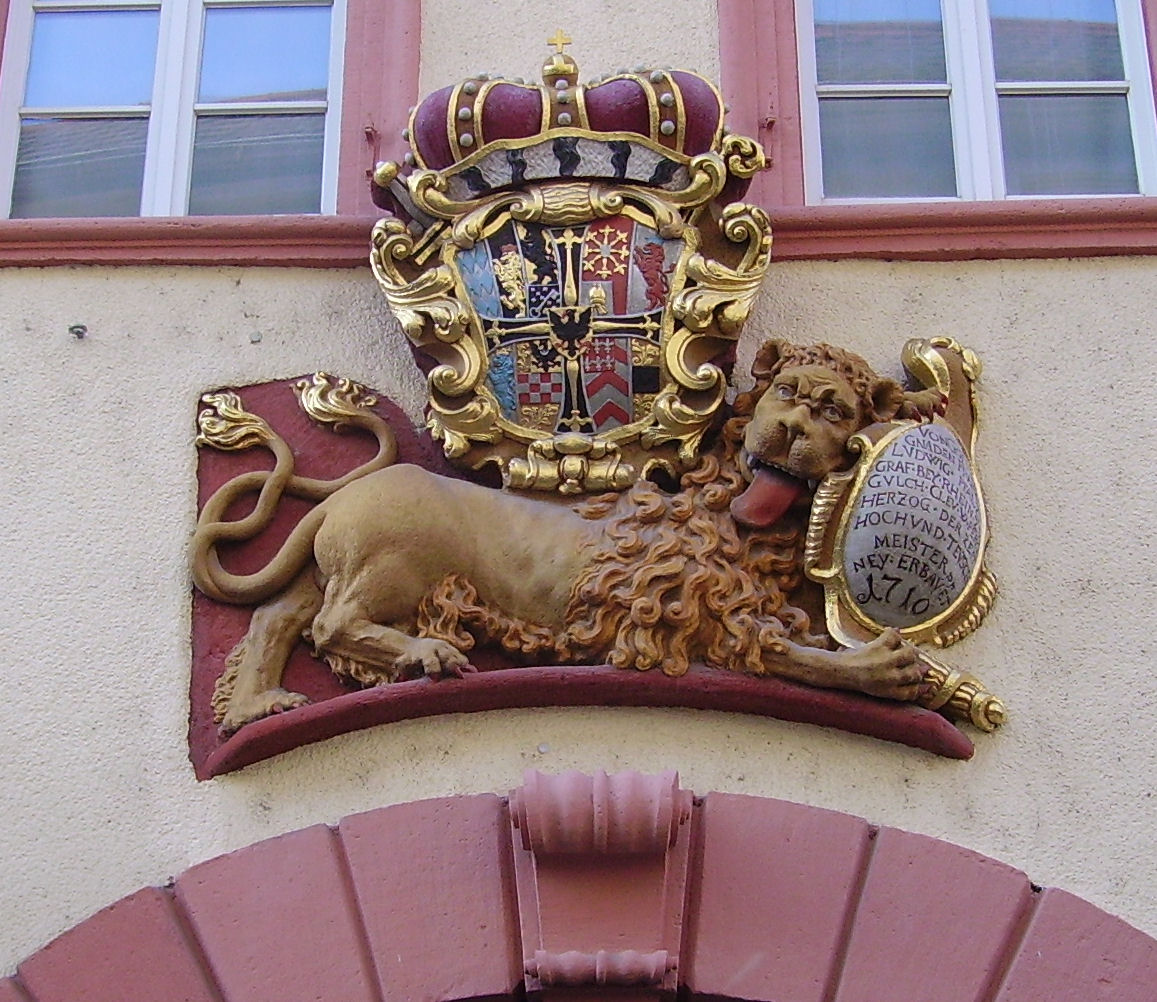
Weinheim, a Német Lovagrend háza
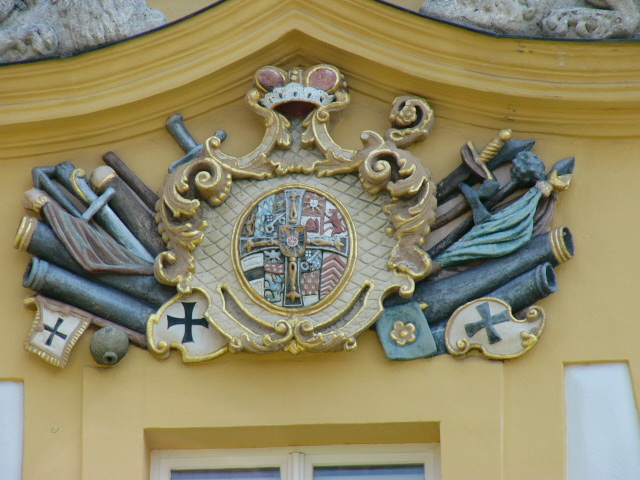
Absberg, a Német Lovagrend kastélya

## Fordítás
- Ez a szócikk részben vagy egészben  a   Franz Ludwig von der Pfalz című német Wikipédia-szócikk ezen változatának fordításán alapul.  Az eredeti cikk szerkesztőit annak laptörténete sorolja fel. Ez a jelzés csupán a megfogalmazás eredetét és a szerzői jogokat jelzi, nem szolgál a cikkben szereplő információk forrásmegjelöléseként.
- Ez a szócikk részben vagy egészben  a   Francesco Luigi del Palatinato-Neuburg című olasz Wikipédia-szócikk ezen változatának fordításán alapul.  Az eredeti cikk szerkesztőit annak laptörténete sorolja fel. Ez a jelzés csupán a megfogalmazás eredetét és a szerzői jogokat jelzi, nem szolgál a cikkben szereplő információk forrásmegjelöléseként.